# عملات أسرة يوان

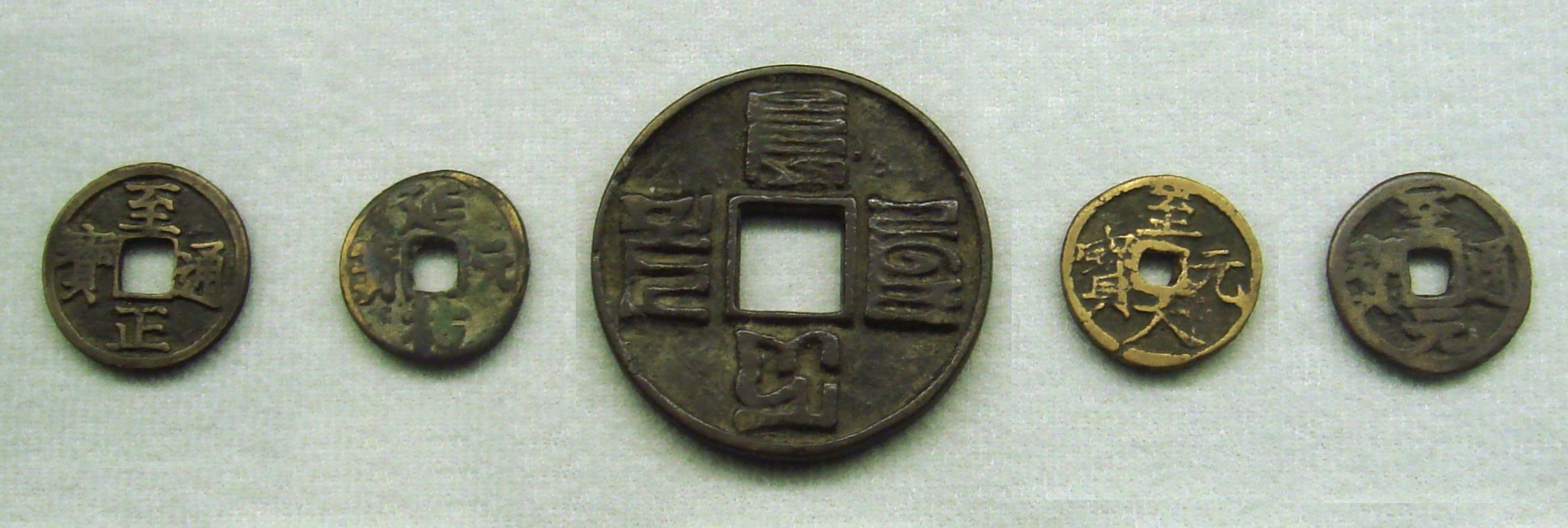
عملات معدنية من عهد أسرة يوان.

كانت سلالة يوان سلالة صينية يحكمها المغول والتي استمرت من عام 1271 إلى عام 1368. بعد غزو سلالات شيا الغربية ولياو الغربية وجين، سمحوا باستمرار العملة النحاسية المحلية، فضلاً عن السماح باستمرار استخدام أشكال العملة القديمة التي أُنشئت سابقًا (من السلالات الصينية السابقة)، في حين ألغوا على الفور العملة الورقية لسلالة جين لأنها عانت بشدة من التضخم بسبب الحروب مع المغول. بعد اكتمال غزو أسرة سونغ، بدأت أسرة يوان في إصدار عملات نحاسية خاصة بها تعتمد إلى حد كبير على نماذج أسرة جين القديمة، على الرغم من أن العملة اليوانية المفضلة في النهاية أصبحت جياو تشاو والسيلفر سيسيس، حيث سقطت العملات المعدنية في النهاية إلى حد كبير في عدم الاستخدام. على الرغم من أن المغول فضلوا في البداية أن تكون كل ورقة نقدية مدعومة بالذهب والفضة، إلا أن الإنفاق الحكومي المرتفع أجبر اليوان على إنشاء أموال ورقية من أجل دعم الإنفاق الحكومي.
ظهرت النقوش على وجوه العملات المعدنية بالأحرف الصينية التقليدية وخط Phags-pa، وظهرت العملات المعدنية في فئات 2 و3 و5 وحتى 10 ون، وأدت الفئات الأكبر إلى انخفاض قيمة العملة مما تسبب في التضخم.

## خلفية
بعد أن بدأت الإمبراطورية المغولية حملاتها ضد سلالات لياو الغربية وشيا الغربية وجين، بدأوا في صب عملاتهم النقدية النحاسية الخاصة بهم مع نقش " دا تشاو تونغ باو" (Chinese). من غير المعروف حاليًا ما إذا كانت هذه العملات المعدنية قد سُكت بالفعل في عهد جنكيز خان أو ما إذا كان الإنتاج قد بدأ في عهد قوبلاي خان خلال عهد أسرة يوان حيث أن هذه العملات المعدنية غير موثقة ونادرة. بدأ إنتاج العملات النحاسية لسلالة يوان باستخدام عملات "Zhong Tong Yuan Bao" (中統元寶) التي كلف بها قوبلاي خان بالتزامن مع إصدار النقود الورقية التي كانت مدعومة بعملات فضية.
قبل إنشاء سلالة يوان، أنشأ مونكو خان إدارة الشؤون النقدية في عام 1253 للإشراف على إصدار وإنشاء النقود الورقية، وكان هذا لضمان عدم تسبب النبلاء في المزيد من التضخم عن طريق الإفراط في طباعة النقود. ستشهد أسرة يوان تقديم المعيار الثنائي المعدني، حيث أُستخدم النحاس في المعاملات قصيرة المسافة، والفضة في المعاملات طويلة المسافة.

## تاريخ

### كوبلاي خان، وتيمور خان، وكولوج خان
سأل قوبلاي خان مستشاره ليو بينج تشونج عن استخدام العملات المعدنية، وباستخدام استعارة الين واليانج، ادعى بينج تشونج أنه لا يمكن أن يوجد سلام داخل إمبراطورية يوان إذا استمر استخدام العملات المعدنية، ونصح بالتداول الحصري للعملات الورقية المصنوعة من لحاء التوت.

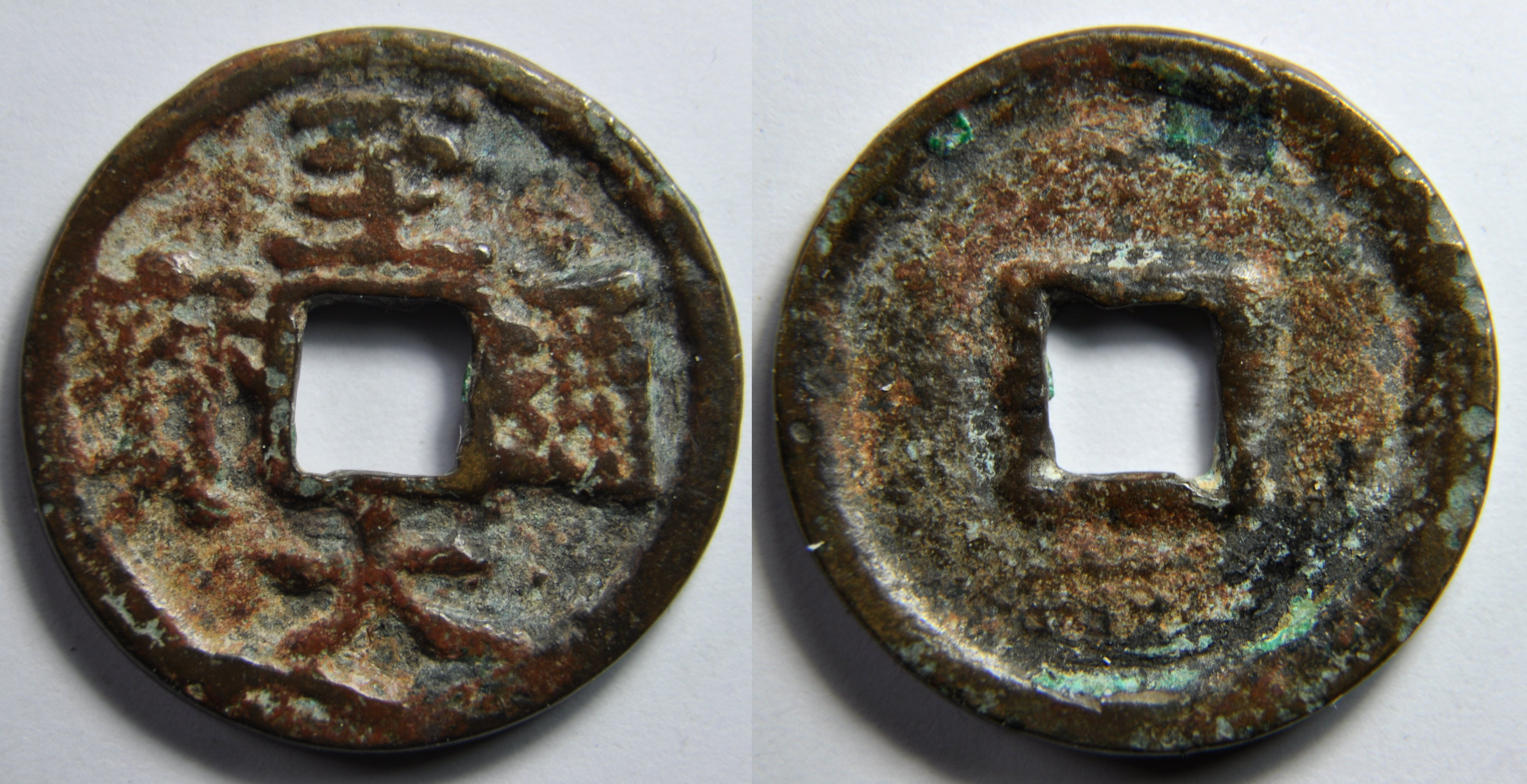
عملة "Zhida Tongbao" (至大通寶) الصادرة في عهد كولوغ خان.

سُكت عملات "Zhongtong Yuanbao" لمدة ثلاث سنوات فقط (1260 إلى 1263)، وفي وقت لاحق صُدرت العملات مرة أخرى في عهد قوبلاي خان. في عام 1285 دعا ليو شيرونغ إلى إنشاء عملات نقدية تشي يوان تونغباو (至元通寶)، مشيرًا إلى أن المغول يجب أن يتبعوا أمثلة أسرتي هان وتانغ في إنتاج عملات نقدية من سبائك النحاس، وأن هذه العملات النقدية يجب أن تُتداول بالتزامن مع الحرير والأوراق النقدية.
طوال فترة حكم تيمور خان، كانت العملات المعدنية تُسك رمزيًا للمؤسسات الدينية فقط.
في عهد كولوغ خان، استُنفدت خزانة أسرة يوان بالكامل تقريبًا، مما دفع كولوغ خان في النهاية إلى إصدار ورقة نقدية جديدة تسمى "Zhi Da Yin Jiaochao " () والتي تزامنت مع سك عملات "Zhida Tongbao" (至大通寶)، وهي أكثر عملات عصر يوان شيوعًا. في عهد كولوغ خان ارتفعت مستويات التضخم إلى 80% حيث واصلت الحكومة طباعة المزيد من الأوراق النقدية المستحقة، ومن أجل ضمان سيطرة الحكومة على العملة حظر كولوغ خان استخدام العملات الفضية والذهبية، وأوقف تداول شهادات الفضة لصالح الأوراق النقدية الورقية.

### أيورباروادا بويانتو خان وتوقف الإنتاج
أوقف أيورباروادا بويانتو خان إنتاج العملات المعدنية تمامًا لصالح النقود الورقية وجعل استخدام العملات المعدنية للدفع أمرًا غير قانوني، ومع ذلك فإن الإنتاج الخاص للعملات النقدية النحاسية استمر على الرغم من هذه القوانين. نظرًا لأن خانات أسرة يوان كانوا بوذيين فقد سمحوا للمعابد البوذية بالإعفاء من الضرائب ومنحوها حقوقًا خاصة في صب التماثيل البرونزية وسك عملاتهم الخاصة للقرابين الدينية. خلال الفترات التي كانت فيها النقود الورقية تعتبر أقل قيمة بسبب التضخم، كان الناس يستخدمون "عملات المعبد " () كعملة بديلة.

### توغون تيمور
لم يستمر إنتاج العملات المعدنية لمدة 40 عامًا حتى عهد توغون تيمور الذي بدأ في صب العملات المعدنية مرة أخرى في عام 1350 إلى جانب سلسلته الجديدة من الأوراق النقدية.
هناك ثلاثة أنواع أساسية من العملات النقدية Zhizheng Tongbao (至正通寶). النوع الأول يحتوي على فرع أرضي، يشير إلى سنة الصب، مكتوبًا بخط "Phags-pa" الموجود فوق الثقب المركزي المربع الموجود على الجانب الخلفي من العملة النقدية. تعتبر عملات Zhizheng Tongbao النقدية التي تحمل النقش العكسي "寅" (أي 1350 في التقويم الصيني) هي الأندر لأنها بدأت في الصب في نوفمبر 1350 مما يعني أن فترة إنتاجها كانت قصيرة نسبيًا.  صُب هذا النوع بقيم 1 wen و2 wen و3 wen.
تمثل كلمات "Phags-pa" الموجودة على عملات Zhizheng Tongbao النقدية السنوات التالية:
| قائمة علامات الإنتاج | قائمة علامات الإنتاج | قائمة علامات الإنتاج | قائمة علامات الإنتاج | قائمة علامات الإنتاج |
| 'فاغسبا              | الصينية التقليدية    | هانيو بينيين         | سنة الإنتاج          | صورة                 |
| -------------------- | -------------------- | -------------------- | -------------------- | -------------------- |
|                      | نعم                  | ين                   | 1350                 |                      |
|                      | 卯                   | ماو                  | 1351                 |                      |
|                      | 辰                   | تشين                 | 1352                 |                      |
|                      | 巳                   | نعم                  | 1353                 |                      |
|                      | 午                   | وو                   | 1354                 |                      |

في بعض المتغيرات، يعرض الجانب الخلفي للعملة النقدية الكلمة المنغولية للأحرف التقويمية الدورية الصينية "Geng Yin" (庚寅, gēng yín ) مما يشير إلى أن هذه العملات النقدية سُكت في مكان ما في عام 1350. يبلغ قطر هذه العملات النقدية عادةً 33 ملمًا ويميل وزنها إلى حوالي 8.8 جرام.
النوع الثاني من عملات Zhizheng Tongbao النقدية يحتوي على فرع أرضي لسنة إنتاجه فوق الثقب المركزي المربع على الجانب الخلفي، والقيمة الاسمية للعملة أسفل الثقب المركزي المربع. على سبيل المثال، تشير الكلمات "戌十" ( xū shí ) إلى أن العملة النقدية أُنتجت في عام 1358 وقيمتها الاسمية 10 ون. صيغت فئات هذا النوع على النحو التالي 2 وين، 3 وين، 5 وين، و10 وين.
النوع الثالث من عملات Zhizheng Tongbao النقدية يحتوي على فرع أرضي يمثل سنة الإنتاج فوق الثقب المركزي المربع على الجانب الخلفي، والوزن الاسمي للعملة أسفل الثقب المركزي المربع. على سبيل المثال، فإن النسخ الحرفي لكلمة "亥" ( hài ) المكتوبة فوق الفتحة المركزية المربعة إلى "Phags-pa" للإشارة إلى أن العملة النقدية أُنتجت في عام 1359 والكلمات "壹兩重" ( yī liǎng chóng ) المنقوشة أسفل الفتحة المركزية المربعة والتي تترجم إلى "1 تايل في الوزن".
في عام 1350، حاول المستشار توكتوا إصلاح عملة أسرة يوان من خلال طباعة المزيد من النقود الورقية وإنشاء عملات نحاسية كبيرة "Zhizheng Zhibao" (至正之寶) والتي نقش عليها الوعد بأن هذه العملات مدعومة بالنقود الورقية (權鈔، quán chāo، والتي تُترجم إلى "ما يعادل النقود الورقية")، وأنها ستكون ذات قيمة متساوية.  كُتب الخط المستخدم في نقش العملات النقدية تشيتشنغ تشيباو بواسطة الشاعر البلاطي تشو بو تشي.
يحتوي الجانب الخلفي من عملات Zhizheng Zhibao النقدية على يسار الثقب المركزي المربع الأحرف الصينية التقليدية التي تشير إلى القيمة الاسمية للعملة، على سبيل المثال، ما يعادل wǔ qián (伍錢، "5 qián ") في النقود الورقية.
| قائمة طوائف Zhizheng Zhibao (至正之寶) | قائمة طوائف Zhizheng Zhibao (至正之寶) | قائمة طوائف Zhizheng Zhibao (至正之寶) | قائمة طوائف Zhizheng Zhibao (至正之寶) |
| فئة (بالعملة الورقية)                  | الصينية التقليدية                      | هانيو بينيين                           | صورة                                   |
| -------------------------------------- | -------------------------------------- | -------------------------------------- | -------------------------------------- |
| 5 فين                                  | شكرا جزيلا                             | وو فين كوان تشاو                       |                                        |
| 1 صولجان                               | 壹錢權鈔                               | يي تشيان كوان تشاو                     |                                        |
| 1 صولجان، 5 فين                        | 壹錢伍分權鈔                           | يي تشيان وون فين تشوان تشاو            |                                        |
| 2 صولجان، 5 فين                        | لا يوجد شيء آخر                        | èr qián wư fēn quán chao               |                                        |
| 5 صولجان                               | شكرا جزيلا                             | وو تشيان كوان تشاو                     |                                        |

نظرًا لأن النقود الورقية كانت مصنوعة من مواد رديئة الجودة، فقد كانت تتلف بسهولة في كثير من الأحيان مما يجعل من الصعب على الناس استردادها، وقد أدى هذا إلى تمردات في المناطق الجنوبية مما تسبب بدوره في قيام حكومة يوان بطباعة المزيد من الأموال بسرعة من أجل تمويل نفقاتها العسكرية، مما أدى إلى انخفاض الثقة في النقود الورقية مما تسبب في التضخم المفرط. في النهاية، أصبحت هناك حاجة إلى عربات كاملة مليئة بالأوراق النقدية لإجراء معاملات بسيطة، مما أدى إلى تجاهل الناس للأموال الورقية كعملة، وفي النهاية أصبح المقايضة هو القاعدة حيث أصبحت العملات المعدنية نادرة بالفعل.
بعد صعود أسرة مينغ، لم تستمر أسرة يوان الشمالية في إنتاج العملات النقدية. ألهم استخدام العملة الورقية في عهد اليوان دولًا أخرى مثل كوريا واليابان والعديد من ولايات الهند لتطوير عملاتها الورقية الخاصة.

## قائمة العملات المعدنية الصادرة
تشمل العملات المعدنية التي أصدرها المغول قبل تأسيس أسرة يوان "Da Chao Tong Bao" (大朝通寶)، و"Da Guan Tong Bao" ()، و"Tai He Tong Bao" (泰和重寶)، و"Da Ding Tong Bao" ()، وهذه العملات المعدنية أُصدرت جميعًا في الأراضي التي غُزوت في عهد أسرة جين السابقة وعُرفت فيما بعد باسم العملات الحدودية أو عملات المنطقة الحدودية. بعد سقوط أسرة سونغ في أيدي المغول، بدأت العملات المعدنية الجديدة في الإصدار.

كان نص Phags-pa هو النص الرسمي لسلالة يوان. كُتبت اللغة المنغولية على جميع العملات المعدنية بخط "Phags-pa" بدلاً من النص المنغولي التقليدي.

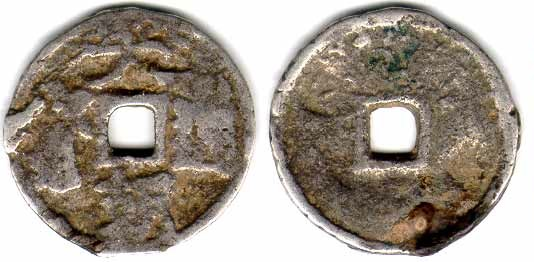
دا تشاو تونغ باو (大朝通寶) عملات فضية.
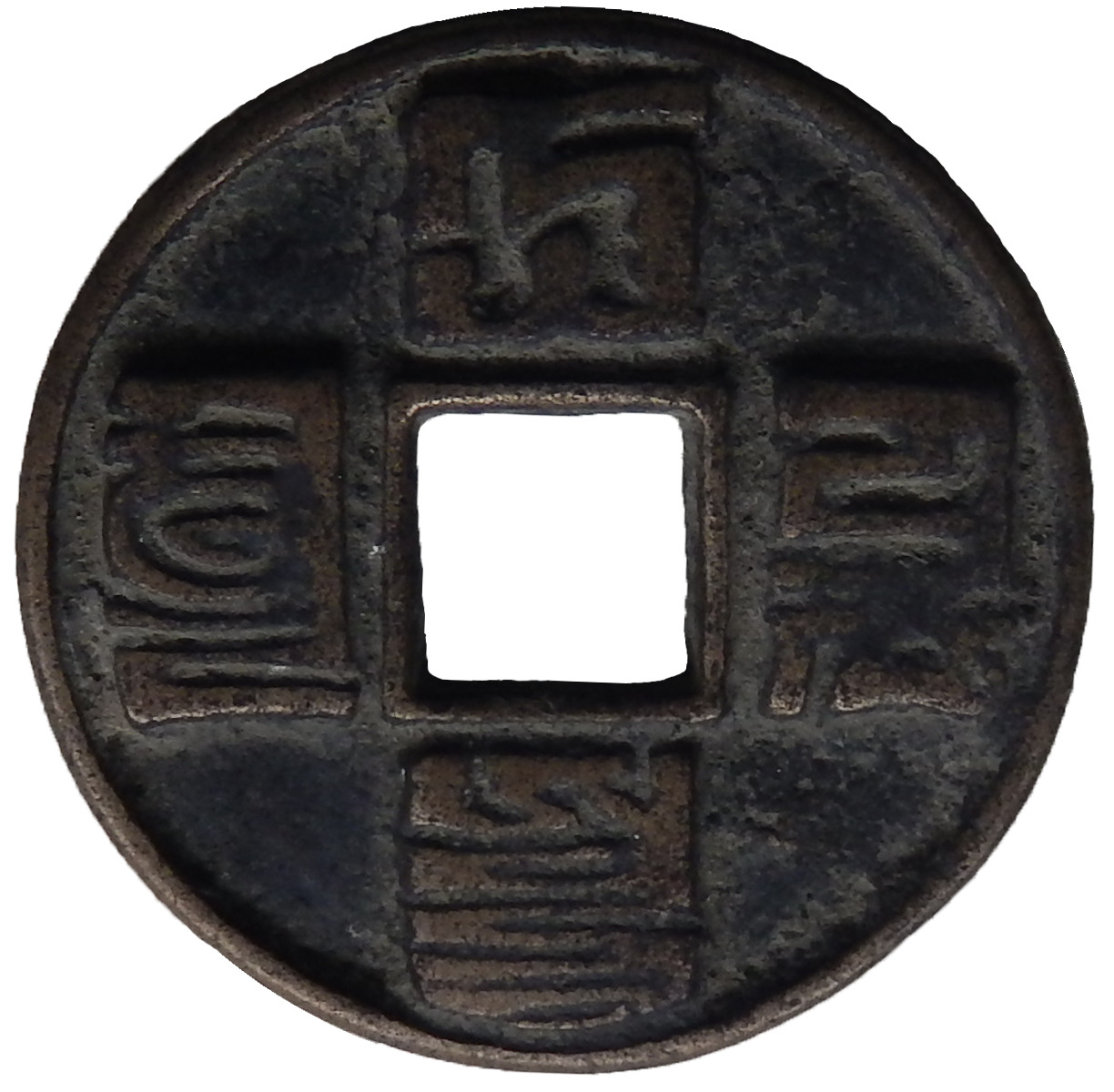
عملة Da Yuan Tong Bao (大元通寶) مكتوبة بخط "Phags-pa" محفوظة في متحف سور الصين العظيم في بكين.
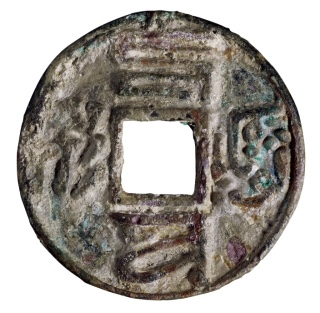
عملة تشي يوان تونغ باو (至元通寶) مكتوبة بأربعة نصوص.

## عملات المتمردين
خلال ثورة العمامة الحمراء التي نظمتها جمعية اللوتس الأبيض؛ أعلن العديد من قادتها عن ممالكهم وإمبراطورياتهم الخاصة التي حكمت مناطق مختلفة من الصين، وكان أنجحها سلالة مينغ بقيادة تشو يوان تشانغ والتي وحدت الصين. على الرغم من أن أغلبية هذه البلدان كانت قصيرة العمر، إلا أن بعضها أنتجت عملاتها الخاصة.
| نقش                | الصينية التقليدية | الصينية المبسطة | الطوائف            | سنوات من سك العملة | العاهل                | فصيل متمرد                  |
| ------------------ | ----------------- | --------------- | ------------------ | ------------------ | --------------------- | --------------------------- |
| لونغ فنغ تونغ باو  | 龍鳳通寶          | 龙凤通宝        | 1文، 2文، 3文، 5文 | 1355-1366          | هان لينير (韓林兒)    | تمرد العمامة الحمراء المبكر |
| تيان يو تونغ باو   | شكرا جزيلا        | 天佑通宝        | 1文، 2文، 3文، 5文 | 1354-1357          | تشانغ شيتشنغ (張士誠) | مملكة تشو الكبرى (大周)     |
| تيان تشي تونغ باو  | 天啟通寶          | 天启通宝        | 1文، 2文، 3文      | 1358               | شو شوهوي (徐壽輝)     | تيانوان (天完)              |
| تيان دينغ تونغ باو | شكرا جزيلا        | 天定通宝        | 1文، 2文، 3文      | 1359-1360          | شو شوهوي (徐壽輝)     | تيانوان (天完)              |
| دا يي تونغ باو     | شكرا جزيلا        | 大义通宝        | 1文، 2文، 3文      | 1360-1361          | تشين يوليانج (陳友諒) | مملكة دهان (大漢)           |